# کراکنهیل
کراکنهیل (به انگلیسی: Crockenhill) یک روستا و محله مدنی در بریتانیا است که در Sevenoaks واقع شده‌است. کراکنهیل ۱٬۶۵۴ نفر جمعیت دارد.